# Курдюкова Ліна Іванівна
Ліна Іванівна Курдюкова (нар.. 1944, Кривий Ріг) — українська педагогиня, фахівчиня в галузі кіноосвіти та анімаційної педагогіки.

## Життєпис
Ліна Курдюкова народилась 1944 року в Кривому Розі. З 1964 року вона жила в Дніпропетровську. У 1970 році закінчила Дніпропетровський державний університет.
В 1971—1973 роках Ліна Курдюкова працювала кореспонденткою дніпропетровської газети «Трибуна будівельника». Потім, з 1973 по 1980 роки обіймала посаду керівниці редакційного відділу рекламного комбінату «Дніпроторгреклама».
В 1980—2006 роках — працювала педагогом-експериментаторкою та методисткою дитячої анімаційної студії у Дніпропетровську. З 1999 року подружжя почали працювати з дітьми з особливими потребами та розробили курс творчої терапії для дітей з церебральним паралічем.
|  | «Ми на три роки буквально зарилися в книги і прочитали, напевно, все, що можна було тоді прочитати з дитячої психології та педагогіки. Справа в тому, що в цій галузі педагогу необхідні насправді лише дві якості - художній смак і педагогічний такт. Не може ж педагог бути одночасно літератором, художником, скульптором, кукольником, макетником, оператором, музикантом тощо - а всі ці вміння входять до роботи над мультфільмом! Для роботи з дітьми всі ці вміння в необхідному обсязі можна освоїти в процесі роботи. А ось з педагогіки та психології потрібно вдосконалюватися постійно», - згадувало подружжя |

У 2006 році Ліна Курдюкова переїхала до Ізраїлю. З того часу вона викладає, читає лекції і проводить тренінги в Єрусалимському культурному центрі, Єрусалимському університеті, у різних об'єднаннях і організаціях Тель-Авіва, Хайфи тощо.
Член Спілки кінематографістів України (секція кіноосвіти). Нагороджена почесною грамотою Міністерства народної освіти СРСР і України, срібною медаллю ВДНГ СРСР, нагрудним знаком ВЦРПС. Відмінник освіти СРСР, УРСР та України. Соціальний інноватор СРСР.
Роботи Курдюковой займали перші та призові місця на дитячих вітчизняних і міжнародних кінофестивалях. Учасник 3-го Всесвітнього Саміту зі ЗМІ для дітей (Греція, Салоніки, 2001 рік).
Дружина художника та поета Юрія Красного.

## Роботи
- Ю. Е. Красный, Л. И. Курдюкова. Мультфильм руками детей: Книга для учителя. — М.: Просвещение, 1990. — 176 с. — ISBN 5-09-001057-9. — 63700 экз.
- А. Д. Артоболевская, В. И. Левин; Ю. Е. Красный, Л. И. Курдюкова. Первые встречи с искусством. — М.: Редакция журнала «Искусство в школе», 1995, — 224 с. — 5000 экз.

### Статті
- Программа развития детей средствами кино (1987).
- Комплексные занятия в работе мультстудии (1987).
- Съемочная кукла в детской мультстудии (М, 1987).
- Мой и наш еврейский дом (2004; в соавторстве с Ю. Красным и М. Красной).
- Анимационная педагогика // «Искусство в школе». — 1996. — № 1.
- Анимация развивает ребенка // «Искусство в школе». — 2005. — № 3.
- Анимация в школе // «Искусство в школе». — 2005. — № 5.
- Тематический выпуск «Взаимодействие искусств в анимации» журнала «Искусство в школе» (2005).
- Возвращение в библиотеку // «Искусство в школе». — 2017. — № 1 (в соавторстве с Ю. Красным)
- Анимационная педагогика и проблемы XXI века // «Искусство в школе». — 2019, — № 3, (в соавторстве с Ю. Красным и М.Красной)

### Авторські радіопередачі
- «Всі ми — діти» (вісім випусків, 1997)
- Окремі сюжети з педагогіки (1994—2002)